# Comtat de Marijampolė
El Comtat de Marijampolė (lituà: Marijampolės apskritis) és una divisió administrativa de Lituània. La capital és Marijampolė. Està dividit en els municipis:
- Municipi de Kalvarija
- Municipi de Kazlų Rūda
- Municipi de Marijampolė
- Districte municipal de Šakiai
- Districte municipal de Vilkaviškis